# Giovanni Antonio Mari
Giovanni Antonio Mari, noto anche come Maro o Marro (Torino, dopo il 1652 – Torino, novembre 1731), è stato un pittore italiano.
Nel 1689 sposò Angela Margherita Rattero, dalla quale ebbe sei figli, uno dei quali, Giuseppe, fu anch'egli pittore, morto a Varsavia nel 1727. È documentata una precedente attività di Giovanni Antonio a Bologna, dove risiedette in una casa di proprietà con bottega annessa, ma non si conoscono opere di quel periodo.

## Opere

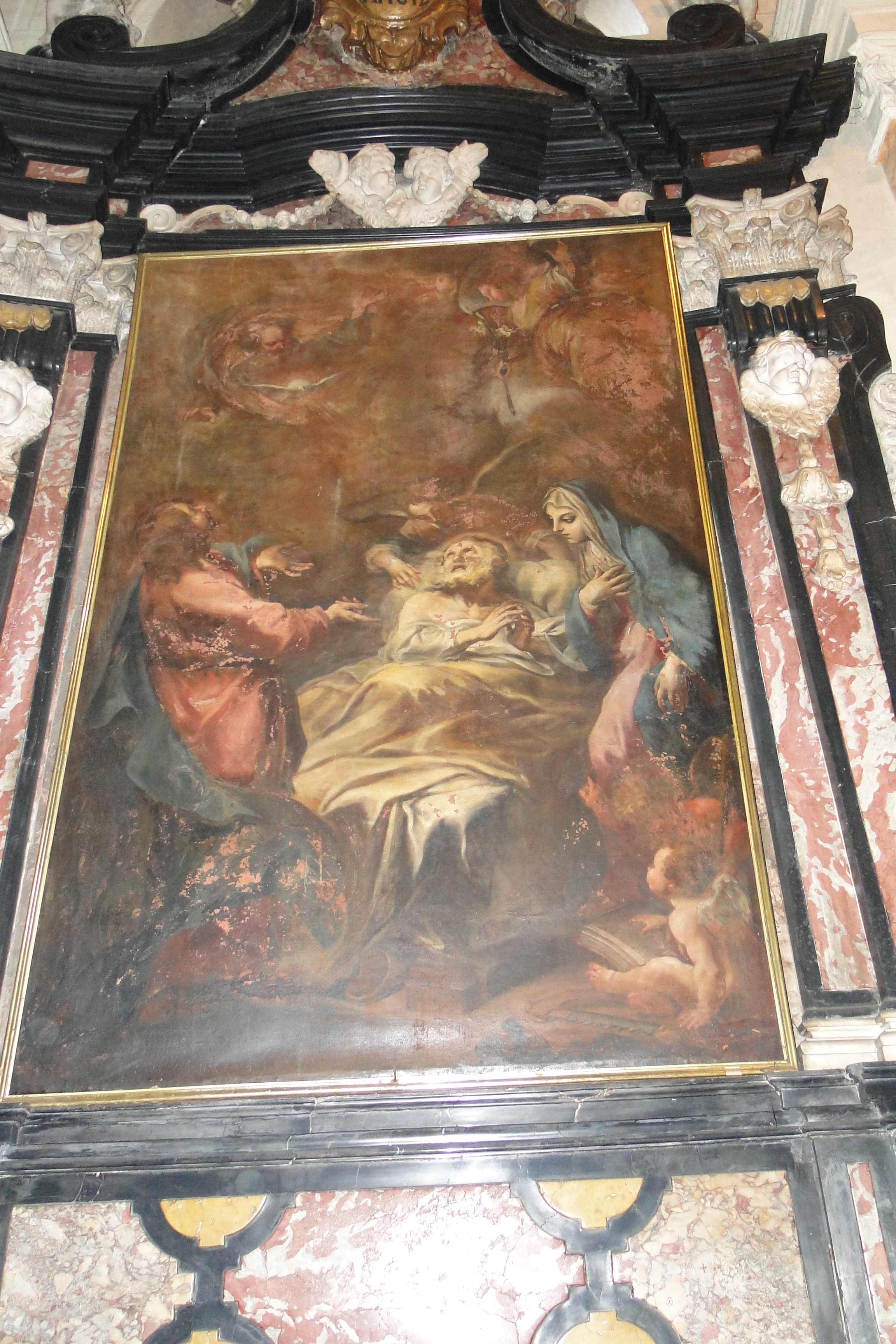
Giovanni Antonio Mari: Il transito di san Giuseppe, pala dell'altare laterale destro nella chiesa dell'Immacolata Concezione in Torino.

- Davide che danza dinanzi all'arca e Abramo e i tre angeli, per la cappella del Corpus Domini nel duomo di Chieri.
- Visione di Elia e Visione di san Giovanni Evangelista, presbiterio della chiesa di san Filippo Neri a Chieri.
- Trionfo di Diana, palazzo Falletti di Barolo in Torino
- Transito di san Giuseppe, chiesa dell'Immacolata Concezione in Torino
- Assunzione della Vergine, Gesù che si accomiata dalla Madre e Apparizione del Salvatore risorto alla Vergine, già nella chiesa della Santissima Annunziata e ora nella sede della Confraternita
- Natività della Vergine e Predica di san Rocco agli appestati, nella chiesa di San Rocco a Torino
- Transito di san Giuseppe, cappella della Compagnia di San Giuseppe o degli Agonizzanti nella parrocchiale di Sant'Andrea di Savigliano